# Reginald Pole

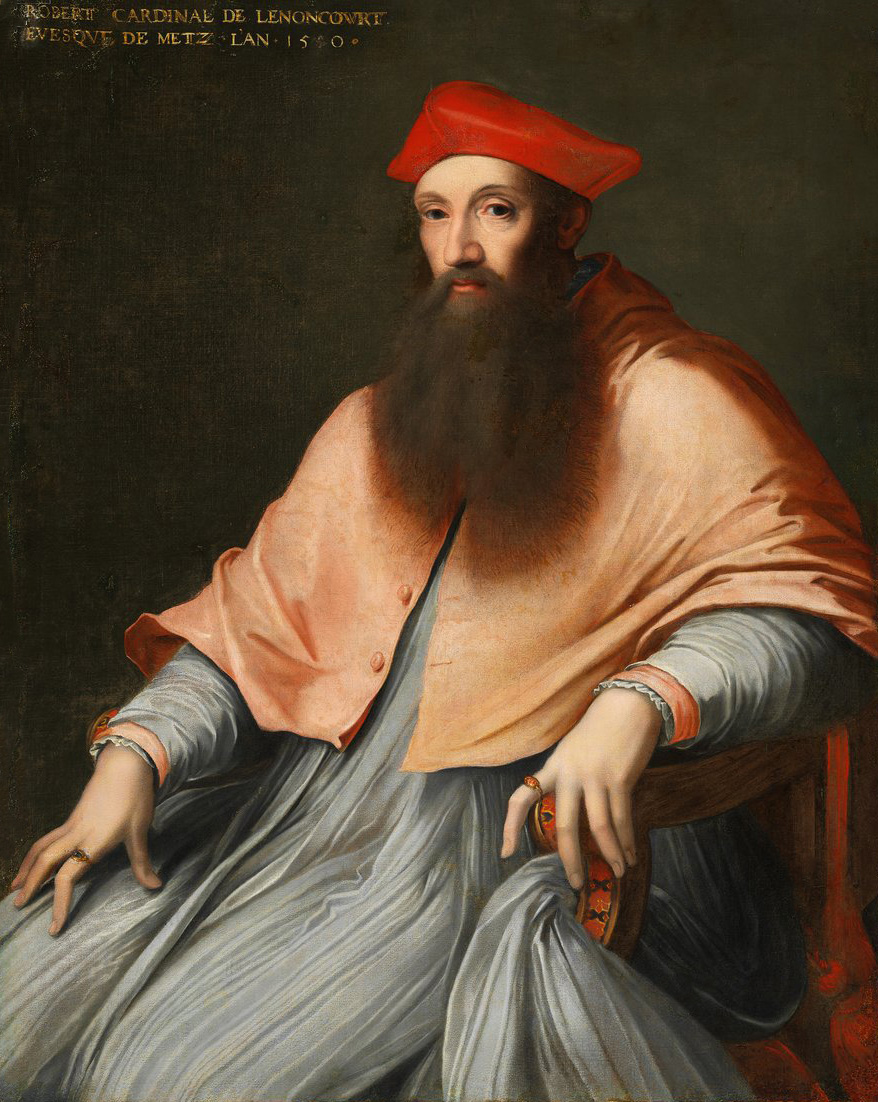
Kardinal Reginald Pole (Porträt von Sebastiano del Piombo, um 1540)

Kardinalswappen bis 1556 (vor seiner Ernennung zum Erzbischof)

Reginald Pole (* 3. März 1500 in Stourton Castle; † 17. November 1558 in London), Sohn von Margaret Pole, 8. Countess of Salisbury, und Sir Richard Pole, war ein englischer Kardinal. Er war der letzte römisch-katholische Erzbischof von Canterbury (1556–1558) und Leitungsbeauftragter des Tridentinums.

## Leben
Pole stammte über seine Mutter aus dem Haus Plantagenet. Nach dem frühen Tod seines Vaters 1505 wurde er zum Geistlichen bestimmt und wuchs im Kartäuserkloster Sheen Priory bei Richmond auf. Er studierte an der Universität Oxford und in Padua. Bereits in jungen Jahren erhielt er ein Amt in der vorreformatorischen Kirche von England, ohne jedoch zum Priester geweiht worden zu sein. 1525 kehrte Pole nach England zurück. 1530 lehnte er, empört über die Politik seines Vetters zweiten Grades, König Heinrich VIII., und des Kronrates Thomas Cromwell, das Amt des Erzbischofs von York ab und zog 1532 wieder nach Italien.
In Italien 1536 zum Diakon geweiht, erhob Papst Paul III. Reginald Pole im Dezember d. J. zum Kardinal. Im Januar 1537 ernannte ihn der Papst zum Kardinaldiakon von Santi Nereo ed Achilleo, im Mai 1540 wechselte er zur Titeldiakonie Santi Vito, Modesto e Crescenzia, um schon im Dezember 1540 Kardinaldiakon von Santa Maria in Cosmedin zu werden.
Als päpstlicher Legat für England seit 1536 beriet sich Pole mit Vertretern der Gegner des englischen Königs. Seine Schrift pro ecclesiasticae unitatis defensione, in der er die Rechtmäßigkeit von  Heinrichs VIII. Herrschaft und Ehen bestritt, seine Ablösung von der Papstkirche kritisierte und die europäischen Fürsten aufrief ihn abzusetzen, führte dazu, dass  Heinrich VIII. einen parlamentarischen Strafbeschluss gegen Pole erließ und einen Preis auf seine Ergreifung aussetzte. Seine Familie wurde des Verrats verdächtigt. Sie wurden der Unterstützung der gegen die königliche Kirchenpolitik und Auflösung der Klöster gerichtete Aufstandsbewegung Pilgrimage of Grace angeklagt. Angeblich beabsichtigte seine Mutter auch, Reginald mit der katholischen Prinzessin Mary zu verheiraten, um durch die Verbindung mit dem regierenden Haus Tudor dem Haus Plantagenet wieder zur Macht zu verhelfen. 1539 wurde sein ältester Bruder Henry Pole, 1. Baron Montagu, und 1541 seine Mutter hingerichtet.
Bei der ersten Tagungsperiode des Trienter Konzils (1545–1547) übernahm er als einer von drei päpstlichen Legaten zusammen mit den Kardinälen Del Monte und Cervini die Leitung der Kirchenversammlung. Alle drei waren bei den folgenden Papstwahlen papabile. Nach dem Tod Pauls III. (1549) fehlten Pole im Konklave 1549–1550 nur vier Stimmen für eine Zweidrittelmehrheit. Seine Anhänger versuchten ihn daraufhin per modum adorationis als neuen Papst zu installieren. Auf die Frage, ob er die Wahl annehme, schwieg er und ging in seine Zelle. Am darauffolgenden Tag fehlte ihm die eine entscheidende Stimme. Das Konklave wurde fortgeführt, bis die Mehrheit Giovanni Maria Ciocchi del Monte zum Papst wählte, der den Namen Julius III. annahm.
Nach dem Tode Eduards VI. 1553 wurde Pole von Papst Julius III. nach England geschickt, um Maria I., Eduards Schwester und neue Königin von England, bei der Aussöhnung des Königreiches mit dem Papsttum zu unterstützen. Maria führte wieder den katholischen Gottesdienst in England ein. Am 30. November 1554 sprach Reginald Pole das Parlament sowie das Land von der Kirchenspaltung frei. Papst Paul IV. ernannte Kardinal Pole im Dezember 1555 pro hac vice zum Kardinalpriester von Santa Maria in Cosmedin (1555–1558). Erst am 20. März 1556, einen Tag vor der Hinrichtung des Erzbischofs Thomas Cranmer und seiner Ernennung zum Erzbischof von Canterbury, wurde Pole die Priesterweihe sowie zwei Tage darauf durch den Erzbischof von York, Nicholas Heath, die Bischofsweihe gespendet. Reginald Pole starb am 17. November 1558 in London, nur wenige Stunden nach dem Tod seiner Königin Maria der Katholischen. Durch sein Wirken bei der Rekatholisierung Englands wurde Pole auch über Englands Grenzen hinaus bekannt.
Seit 1552 und insbesondere ab 1555 unter Paul IV. interessierte sich die römische Inquisition für Pole, dem man eine Nähe zur lutherischen Rechtfertigungslehre bzw. zum italienischen evangelismo/Valdesianismo vorwarf. Ein regelrechter Prozess, wie er gleichzeitig etwa gegen den späteren Konzilslegaten Kardinal Giovanni Morone stattfand, konnte aber wegen der Abwesenheit Poles von Rom und seines frühen Todes nicht abgeschlossen werden.

## Forschungsgeschichte
Einer der bedeutendsten Experten für Reginald Pole war Thomas F. Mayer, Professor für Geschichte am Augustana College in Rock Island (Illinois). Mayer erregte ein gewisses Aufsehen mit der These, dass Pole über zwanzig Jahre hinweg in einer homosexuellen Ehe mit Alvise Priuli verbunden gewesen sei, was auch einen Faktor bei der Verfolgung durch die Inquisition dargestellt habe. Ein Schüler von Joseph Ratzinger, Martin Trimpe, promovierte 1972 in Regensburg über Grundmotive der Theologie des päpstlichen Primates im Denken Reginald Poles. Die Arbeit von Trimpe ist die einzige theologische Monographie über Pole, die im 20. Jahrhundert in deutscher Sprache erschienen ist. Sie sei „the only serious treatment“ von Poles Schrift De Summo Pontifice, urteilte Thomas F. Mayer. Keine der Schriften Poles ist bisher ins Deutsche übersetzt worden. Eine englische Übersetzung von Pro ecclesiasticae unitatis defensione erschien 1965, eine französische Übersetzung 1967.

## Werke
- Thomas F. Mayer (Hrsg.): The correspondence of Reginald Pole, Ashgate, Aldershot,

1. A calendar 1518–1546. Beginnings to legate of Viterbo, 2002, ISBN 0-7546-0326-1.
2. A calendar 1547–1554. A power in Rome, 2003, ISBN 0-7546-0327-X.
3. A calendar 1555–1558. Restoring the English Church, 2004, ISBN 0-7546-0328-8.